# Microsoft Points
Microsoft Points (ou MS Points) foi a moeda corrente das lojas online do Xbox Live Marketplace e Zune. Estes pontos permitiam que usuários baixassem conteúdo online destes serviços da Microsoft.
O Microsoft Points foi descontinuado em agosto de 2013.

## Xbox Live
No Xbox Live Marketplace, é possível adquirir com Microsoft Points:
- Expansões para jogos
- Jogos completos da Xbox Live Arcade
- Pacote de imagens de jogador
- Temas para a Xbox 360 Dashboard
- Aluguel e compra de vídeos, filmes, desenhos e seriados